# Lampronycteris brachyotis
Lampronycteris brachyotis is een zoogdier uit de familie van de bladneusvleermuizen van de Nieuwe Wereld (Phyllostomidae). De wetenschappelijke naam van de soort werd voor het eerst geldig gepubliceerd door Dobson in 1879 als Micronycteris brachyotis.

## Voorkomen
De soort komt voor laaglandbossen in Centraal- en Zuid-Amerika, van Oaxaca en Veracruz in Mexico tot Guyana, Venezuela, Colombia en Brazilië; ook in Trinidad.